# Coburger Bratwurst

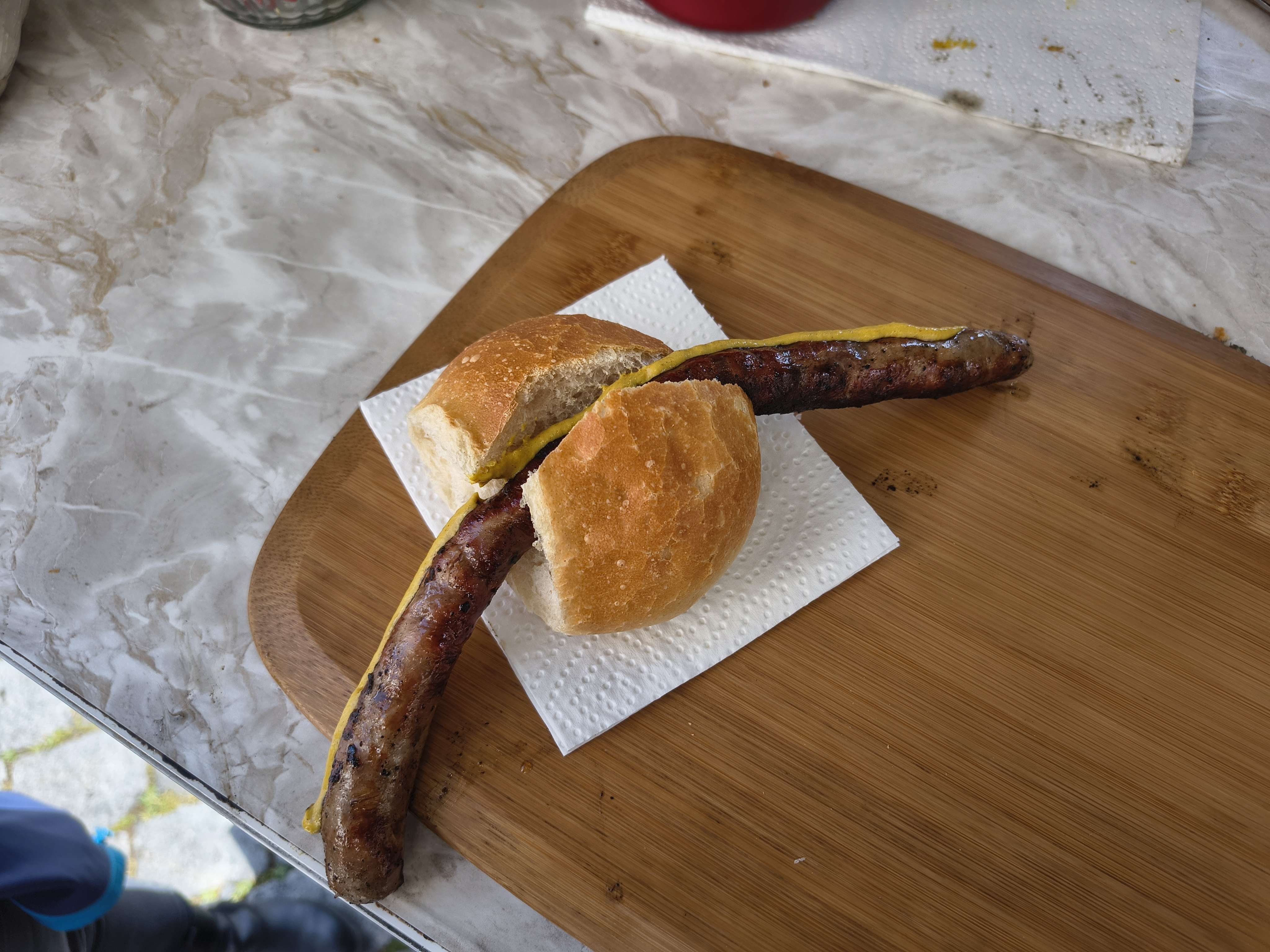
Coburger Bratwurst im Brötchen

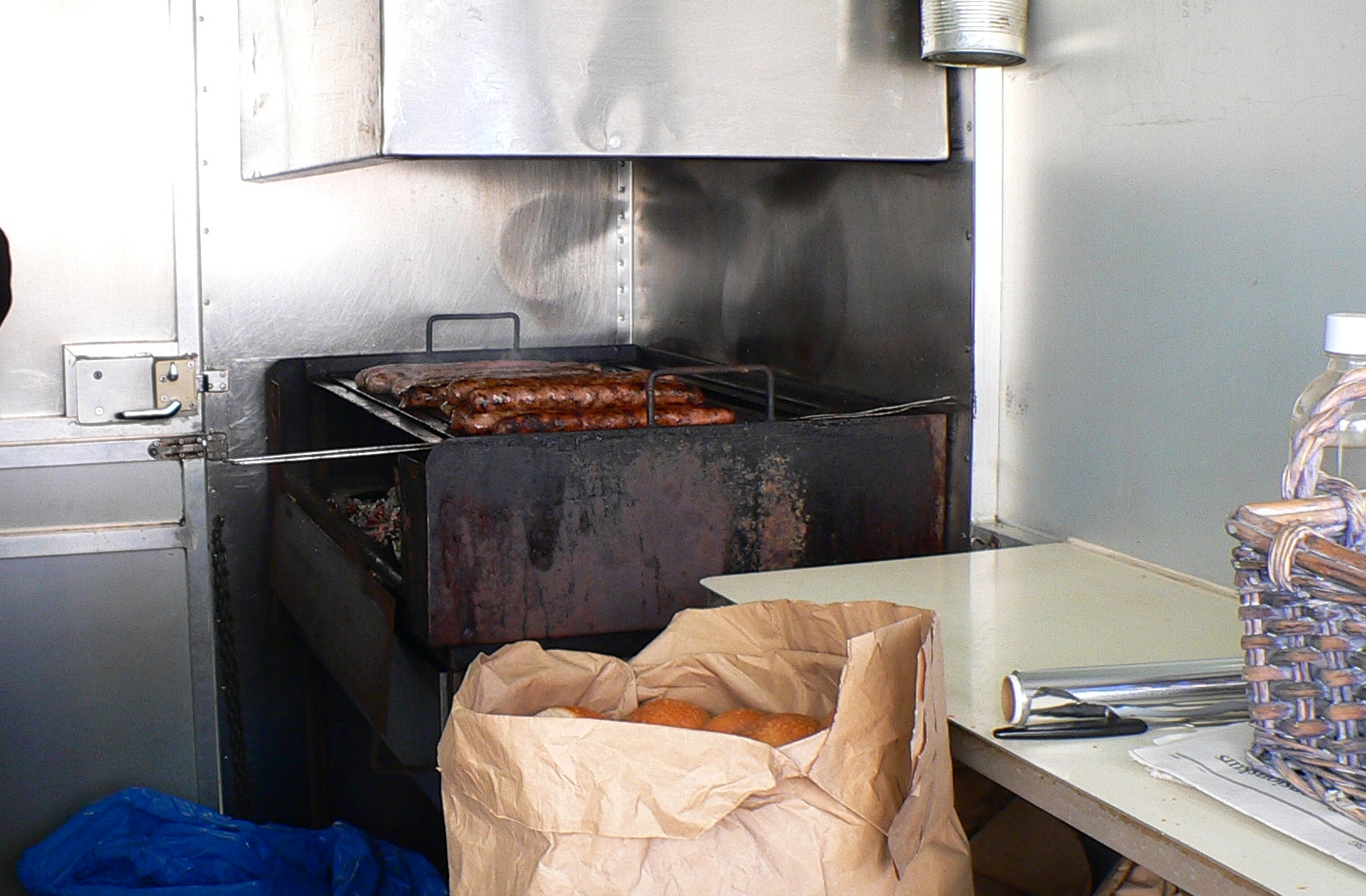
Bratrost für Coburger Bratwurst

Die Coburger Bratwurst ist eine traditionelle Wurstspezialität in Coburg und Umgebung. 

## Zubereitung
Die Coburger Bratwurst besteht aus Rind- oder Kalbfleisch, grob entfettetem Schweinefleisch oder fettgewebsreichem Schweinefleisch. Als Bindemittel werden – mit Ausnahmegenehmigung – rohe Eier verwendet. Gewürzt wird mit Salz, Pfeffer, Muskat und Zitrone.

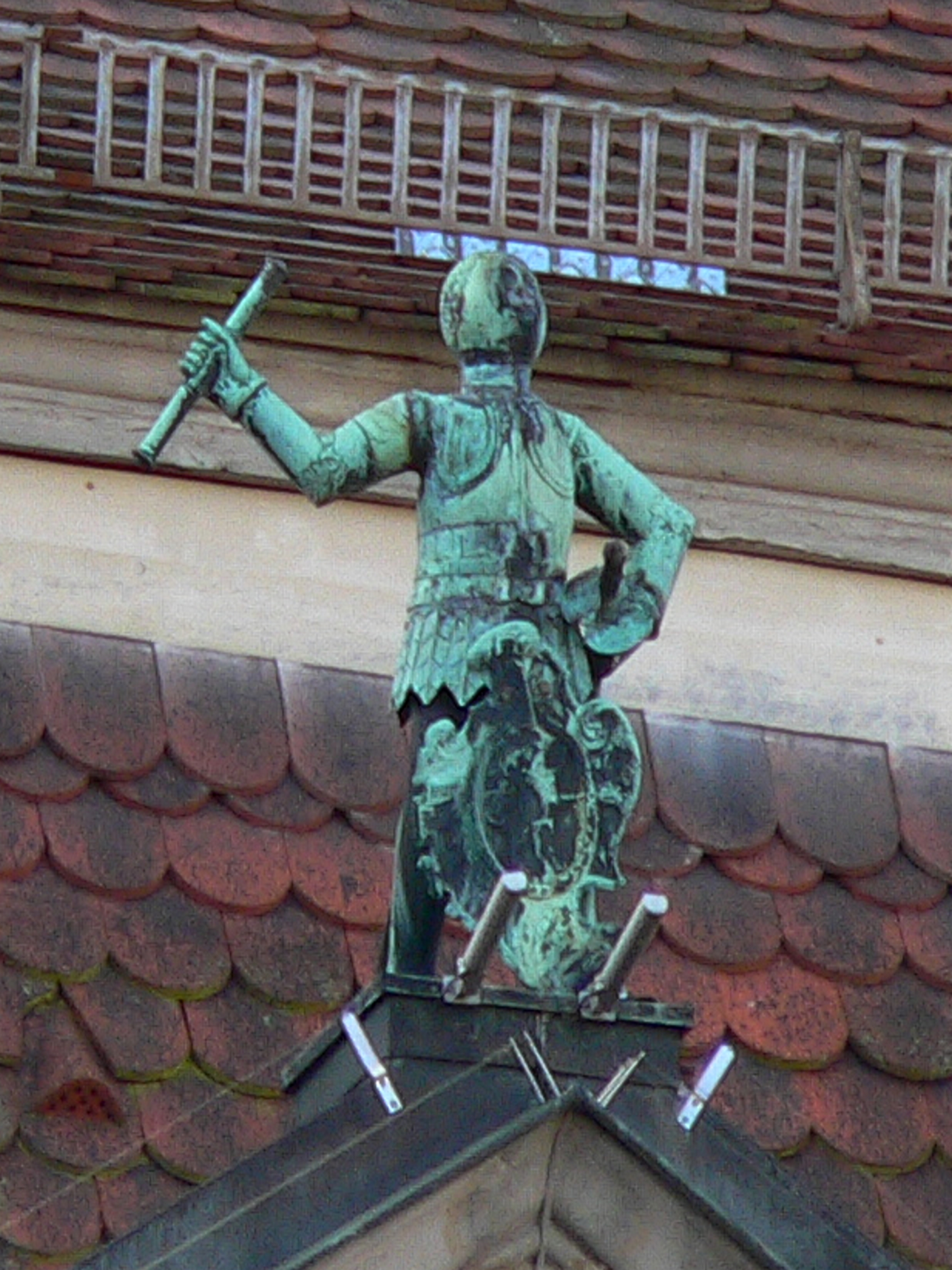
Das „Bratwurstmännle“ auf dem Rathausdach

Coburger Bratwürste werden in der Gastronomie traditionell auf einem Rost über dem Feuer von Kiefernzapfen, in Coburg Kühle genannt, gebraten. Über die Herstellung der Coburger Bratwurst soll seit über 250 Jahren das so genannte „Bratwurstmännle“ wachen, das sich auf dem Coburger Rathausdach befindet. Tatsächlich stellt dieses den Stadtheiligen St. Mauritius dar.
Sie gilt als Variante der Groben Bratwurst.
Die Bratwürste werden üblicherweise in der Hälfte einer Doppelsemmel serviert. Besonders dabei, ist dass die Brötchen im Ausbund aufgeschnitten werden, was lokal als evangelisch bezeichnet wird, wogegen der übliche seitliche Schnitt als katholisch bezeichnet wird.

### Schadstoffbelastung beim Grillen
2012 wurden in der Europäischen Union Grenzwerte für Polycyclische aromatische Kohlenwasserstoffe (PAK) von Grillfleisch eingeführt.  Im Frühjahr 2014 wurden bei vom LGL untersuchten Bratwürsten über dem Grenzwert der EU liegende Benzo[a]pyren-Werte festgestellt (77 Mikrogramm bei zulässigen fünf Mikrogramm Benzo[a]pyren pro Kilogramm Fleisch). Vorübergehend musste die Bratwurst auf Holzkohle gegrillt werden. Die Fleischerinnung stieß eine Messreihe an, experimentierte mit Buchenholz, das zu ähnlichen Grenzwertüberschreitungen führte, und empfahl zunächst, Holzkohle zu nutzen und nur wenige und möglichst trockene Kiefernzapfen oder Buchenholz beizumischen, um den Geschmack zu erhalten und die Benzo[a]pyren-Werte zu verringern. Erwogen wurde auch die Nutzung eines speziellen Rillenrostes, mit dem weniger Fett ins Feuer tropfen sollte. Höhere Bratroste, geringere Abstände der Flacheisen des Grillrosts sowie ein Anbraten auf Kiefernzapfen mit Fertiggarung auf Buchenholz zählen zu den bis Ende 2014 umgesetzten Änderungen. 2018 empfahl die Fleischerinnung, die Zahl der Zapfen zu reduzieren. Mangels europäischer Ausnahmegenehmigung kommen die schonenden Grilltechniken weiterhin zum Einsatz. Ein Antrag auf eine Ausnahmegenehmigung lag im Mai 2018 beim Bayerischen Verbraucherschutzministerium. Untersuchungsreihen zur weiteren Optimierung der Zubereitung laufen.

## Geschichte
Bratwürste wurden bereits 1498 in Coburg auf dem Speisezettel des St. Georgenspitals erwähnt. Martin Luther, der 1530 auf der Veste Coburg gelebt, und an der Übersetzung der Bibel gearbeitet hat, soll die Würste gegessen haben. Auf dem Marktplatz wurden sie schon im 16. Jahrhundert geröstet. Der Hof von Herzog Johann Casimir verspeiste 1607/1608 rund 1200 Würste. Im Jahr 1623 erließ Casimir eine Gebührenverordnung für Coburger Bratwürste, welche neben dem Preis und anderem hochwertige Rohstoffe, die richtige Größe und ein Gewicht von mindestens 125 Gramm pro Stück vorgab. Im 19. Jahrhundert standen an den zwei Markttagen in der Woche jeweils zehn Bratwurststände auf dem Marktplatz. Seit 1930 werden täglich Bratwürste auf dem Marktplatz gebraten.